# Санктуарій Божого Милосердя (Краків)
Святиня Божого Милосердя в Лаґєвниках (Краків, Польща) (пол. Sanktuarium Bożego Miłosierdzia w Krakowie-Łagiewnikach) — комплекс релігійних споруд Римсько-католицької церкви в Польщі, присвячений поклонінню Божому Милосердю, і є місцем спочинку Святої Фаустини Ковальської, канонізованої 30 квітня 2000 року, один з найбільших центрів паломництва в Польщі.
Новий комплекс будували впродовж 1999–2002 років. Він розташований у селі Лаґєвники на вулиці св. Фаустини. Три Папи Римські відвідали цю Святиню, а мільйони паломників з усього світу відвідують її щороку й до сьогодні.

## Історія
На місці святині спочатку був неоготичний комплекс монастирських споруд сестер Матері Божої Милосердя (заснований в 1862 р.), за проєктом Чарльза Заремби та побудований упродовж 1889–1891 років.
Монастир заснував 1891 р. князь А. Любомський для дівчат та жінок, що потребували «глибокого морального відновлення».
У часи між двома світовими війнами в монастирі жила та померла свята Фаустина Ковальська (1905—1938), через яку Господь Христос передав церкві та світу запевнення в Божому милосерді. Через об'явлення св. Фаустина сповістила світ про таїнство Божого милосердя, закликала практикувати нові форми поклоніння (образ Ісуса Милосердного, Свято Милосердя, Година Милосердя).
У 1943 р. краківський сповідник св. Фаустини о. Ю. Андраш освятив у цьому монастирі образ Ісуса Милосердного пензля А. Хили. Також він заснував урочисті служби Милосердя Божого. Ікона швидко уславилася чудесами, унаслідок чого з року в рік більшав потік прочан, які відвідували й могилу померлої святої Сестри Фаустини. Образ Божого Милосердя прикрашали численні пожертви вірних за зцілення. У кожну третю неділю місяця в монастирі відправляли врочисту Службу Божу і проповідники проголошували науку про Боже Милосердя. Уже в післявоєнний період у Лаґєвниках відзначали Свято Божого Милосердя, яке в 1951 році кардинал Адам Сапєга обдарував повним відпустом на сім років.

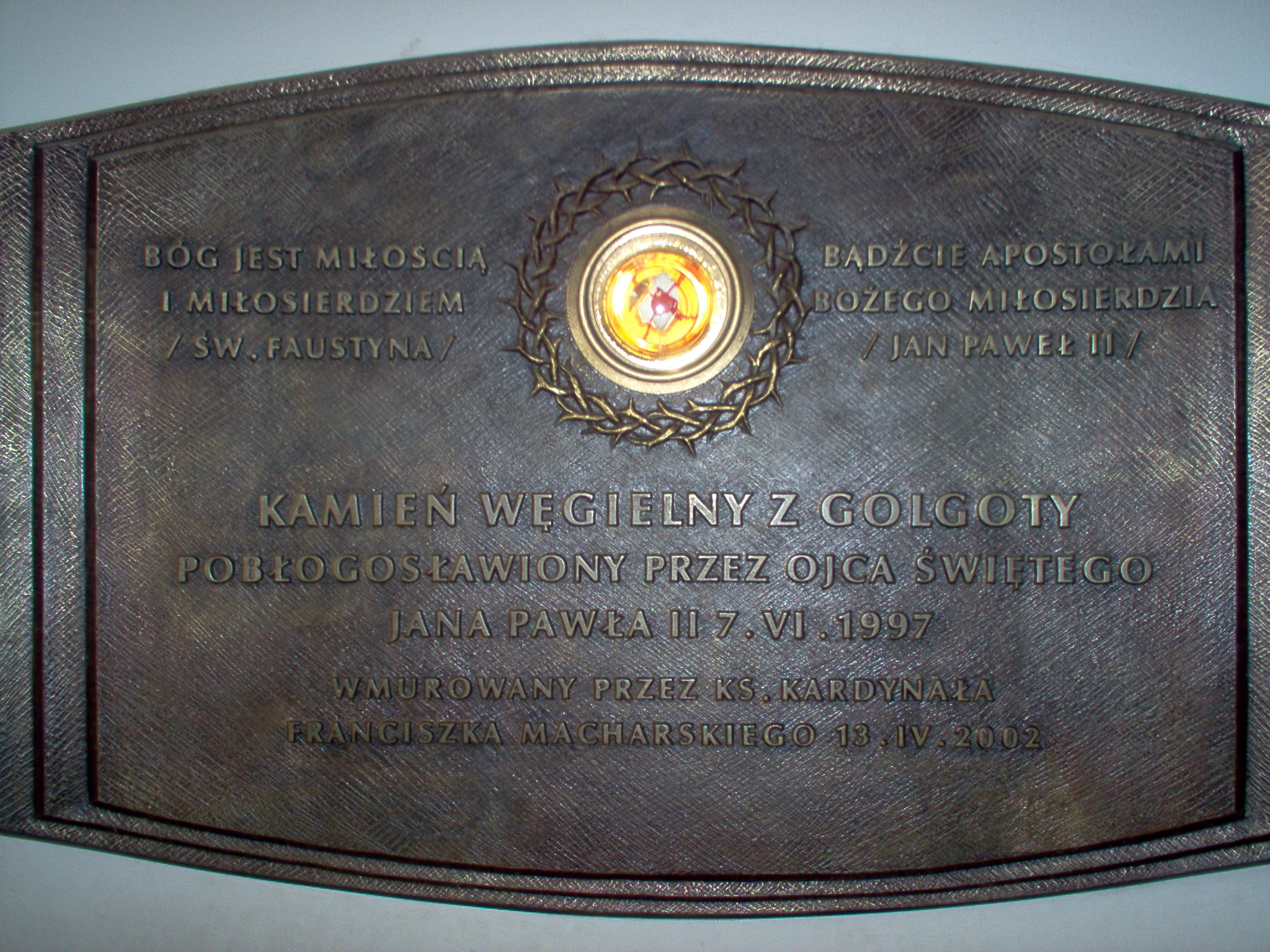
Дошка з вбудованим каменем з Голгофи

У період заборони поширення культу Божого Милосердя з 1959 по 1978 роки, у церкві Сестер Матері Божої Милосердя в Кракові не припиняли вшановувати ікони Ісуса Милосердного, а також проводити врочистості на честь Божого милосердя.
У 1966 році рештки сестри Фаустини перенесено до церкви. Завдяки цьому в 1968 році кардинал Кароль Войтила (пізніше Папа Іван Павло ІІ) надав церкві статус святині.
У 1985 році Папа Іван Павло ІІ назвав Лаґевники "столицею поклоніння Божому Милосердю". Після беатифікації святої Фаустини в 1993 році її рештки лежать на вівтарі під іконою Божого Милосердя.
Найбільший розвиток культу Божого Милосердя почався з беатифікацією (18 квітня 1993 р.) та канонізацією (30 квітня 2000 р.) Сестри Фаустини, а також завдяки паломництву в 1997 та 2002 рр. Папи Римського Івана Павла II до Лаґєвників. З його допомогою розбудовано Святиню, зокрема зведено нову базиліку, яку освячено 17 серпня 2002 р. Саме звідси Папа Римський Івана Павло II запевнив світ у Божому Милосерді.
На офіційній сторінці в інтернеті працюють радіо й телебачення святині.

## Інтер'єр та архітектурний стиль базиліки
У 1999–2002 роках побудовано сучасну двоповерхову еліпсоїдальну базиліку для поклоніння Божому Милосердю. Будівлю спроєктовано так, щоб вона скидалася на човен. Вона має оглядову вежу заввишки 77 метрів, що схожа на щоглу.
Базиліка може вмістити приблизно 5000 осіб, а головна каплиця має близько 1800 місць. У вівтарі головної святині зберігають ікону Божого Милосердя та мощі святої Фаустини. Ікону над головним вівтарем написав Адольф Хила в 1944 році. Вона замінила першу ікону, яку Хила написав у 1943 році, як обіцянку, щоб вижити під час Другої світової війни. Сама ікона та базиліка є великим місцем паломництва, а в 2011 році базиліка прийняла близько 2 мільйонів паломників з усього світу. 

Нижній рівень церкви має центральну каплицю, для поклоніння Святій Фаустині, з чотирма бічними капличками. У верхній частині базиліки є окрема постмодерна каплиця вічного поклоніння Пресвятому Таїнству. 24 червня 2007 р., на 60-ту річницю операції «Вісла», у базиліці відкрили греко-католицьку каплицю, присвячену примиренню, і як подарунок греко-католицькій церкві.

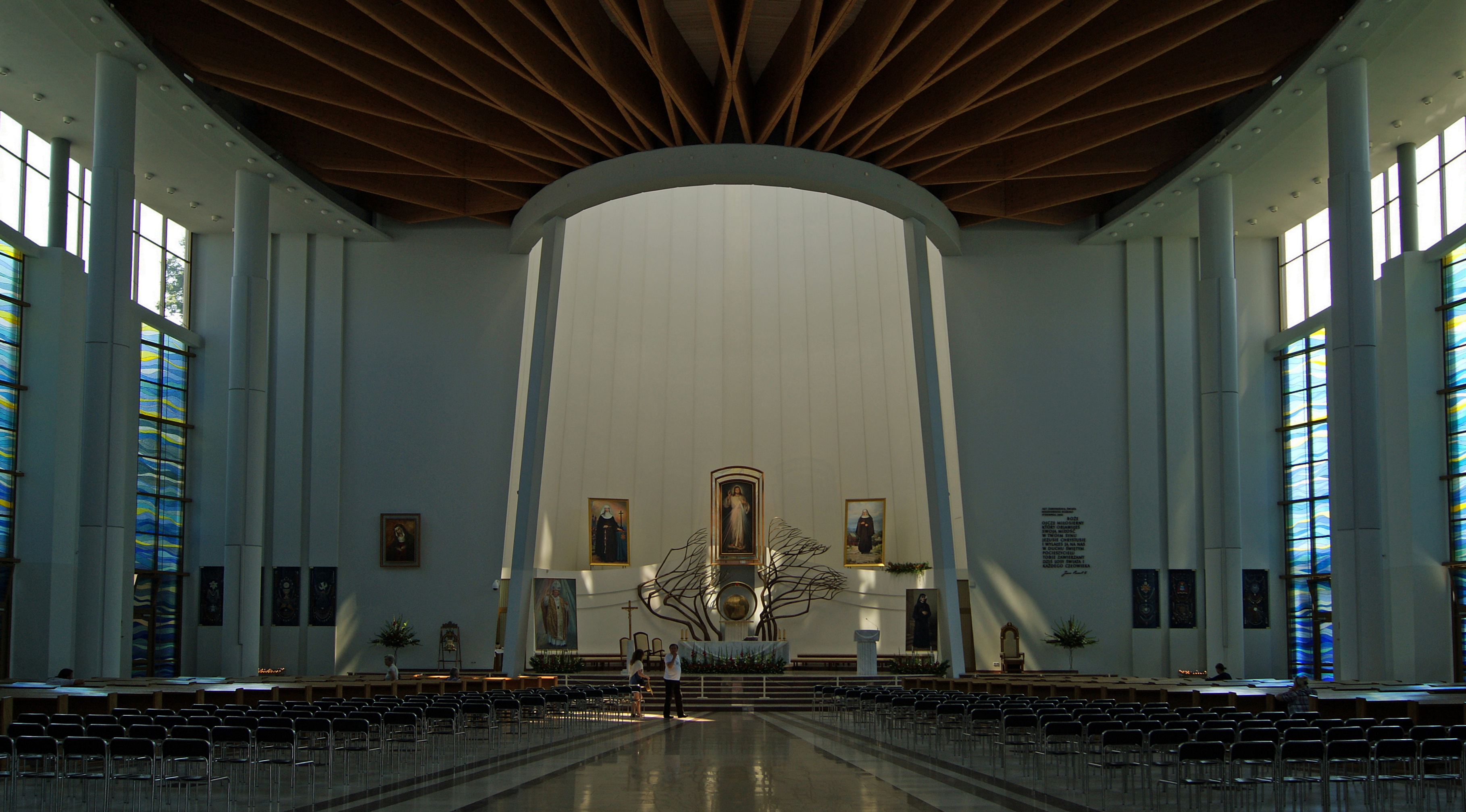
Інтер'єр костелу Діви Марії у Святині Божого Милосердя

## Дива та зцілення
У березні 1981 року під час молитви біля могили Святої Фаустини в церкві Морін Діґан з Массачусетса повідомила про зцілення. Діґан десятиліттями страждала від лімфедеми і перенесла 10 операцій, зокрема ампутацію ноги. Діґан повідомила, що під час молитви біля могили Фаустини вона почула голос, який сказав: «попроси моєї допомоги, і я тобі допоможу». Після цього її постійний біль ущух.
Після повернення Діґан до США п’ятеро лікарів з Бостона заявили, що вона вилікувалася (без пояснень). У 1992 році Ватикан назвав зцілення Діґан чудом і дав дозвіл на беатифікацію Фаустини Ковальської.

## Відвідини глав Католицької церкви
17 червня 1997 року Папа Іван Павло ІІ відвідав церкву, щоб помолитися біля могили Святої Фаустини, про що свідчить візерунок біля входу до каплиці.
У травні 2006 року Бенедикт XVI відвідав каплицю, про що нагадує другий візерунок. Під час паломництва Папи Бенедикта XVI у 2006 році він відкрив пам'ятник Папі Іванові Павлу II біля оглядової вежі в базиліці.
У липні 2016 року Папа Франциск відвідав Базиліку в рамках Надзвичайного Ювілею Милосердя та святкування Всесвітнього дня молоді в Кракові.